# John Penton
John Penton   (Amherst, 19 d'agost de 1925) és un antic pilot de motociclisme i empresari nord-americà que va desenvolupar una marca de motocicletes d'enduro que duia el seu nom, Penton. A banda, va fundar una empresa de roba i botes de moto tot terreny d'èxit. Campió nacional d'enduro, va ser un personatge clau en l'expansió i desenvolupament de les curses de motociclisme fora d'asfalt als Estats Units durant les dècades del 1960 i 1970.
Penton va ser incorporat a l'AMA Motorcycle Hall of Fame el 1998.

## Biografia
John Penton es va criar a la seva granja familiar prop d'Amherst (Ohio), on va aprendre a conduir motocicletes amb una Harley-Davidson de 1914 del seu pare. Va servir a la Marina mercant i a la Marina durant la Segona Guerra Mundial. Un cop llicenciat, va tornar a casa i aviat es va comprar una Harley-Davidson Knucklehead.
El 1948 va córrer a l'extenuant Jack Pine 500-Mile Enduro, on va quedar impressionat pel rendiment de la BSA que conduïda el guanyador de la cursa. L'avantatge que tenia la motocicleta britànica, àgil i lleugera en comparació amb les altres, més pesades i potents, el va impactar. El 1949 va tornar a participar en la cursa, aquest cop amb una BSA B33, i hi va quedar en segon lloc.

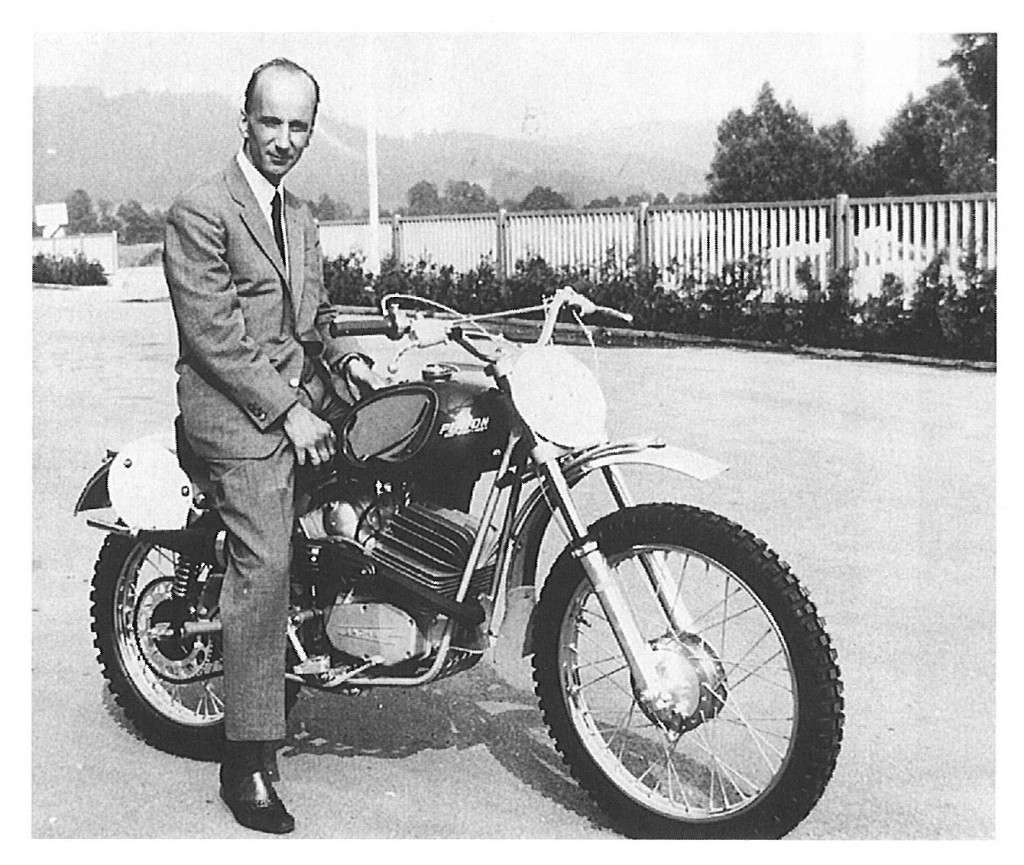
L'amo de KTM, Erich Trunkenpolz, amb una Penton 125 el 1969

El 1950, Penton va obrir un concessionari de motocicletes amb els seus germans a Amherst, on van vendre motos BSA i també BMW i NSU. John Penton va esdevenir un dels millors pilots d'enduro americans i va representar els Estats Units als Sis Dies Internacionals (ISDT) en set ocasions entre el 1962 i el 1970. També va ser un motociclista de llarga distància: el 1958 va establir un rècord de travessa transcontinental en conduir una BMW R69S de Nova York a Los Angeles en 52 hores i 11 minuts.
Després que va haver guanyat el Jack Pine Enduro de 1966 amb una Husqvarna, el fabricant suec el va nomenar distribuïdor de la marca per a la Costa Est dels Estats Units. A mesura que la generació del baby boom va arribar a la majoria d'edat durant les dècades del 1960 i 1970, el motociclisme fora d'asfalt va experimentar un auge de popularitat. Penton va intentar capitalitzar aquest auge proporcionant una motocicleta lleugera. Com que no va convèncer Husqvarna de produir una moto fora d'asfalt encara més lleugera, va decidir proposar-li-ho al fabricant austríac KTM, el qual, aleshores, produïa bicicletes i ciclomotors.
Penton es va oferir a aportar 6.000 dòlars dels seus propis diners si KTM construïa prototips segons les seves especificacions, que després es vendrien als Estats Units com a Penton Motorcycles. Amb aquestes motos va formar un equip de competició d'èxit que va donar suport a alguns dels millors pilots americans d'enduro de l'època, entre ells el seu fill, Jack Penton, que va competir en 12 edicions dels ISDT, així com Dick Burleson, Carl Cranke i Billy Uhl. Quan John Penton va vendre la seva distribuïdora a KTM, aproximadament 10 anys després, s'havien venut més de 25.000 motocicletes Penton a Amèrica.
John Penton també va innovar en el ram de la roba i equipament per al motociclisme fora d'asfalt. Amb l'ajuda del fabricant de botes italià Alpinestars, va desenvolupar una de les botes de moto tot terreny més venudes del país. El millor pilot de motocròs de l'època, Bob Hannah, portava aquelles botes i va aportar millores en el disseny. A finals de la dècada del 1970, l'empresa de botes i roba de Penton capitalitzava més de la meitat de les vendes del sector al mercat americà.